# Richard Jensen
Richard Jensen (Porvoo, 1996. március 17. –) finn válogatott labdarúgó, a Panióniosz hátvédje. Testvére, Fredrik az Árisz labdarúgója.

## Pályafutása

### Klubcsapatokban
Jensen a finnországi Porvoo városában született. Az ifjúsági pályafutását a HJK csapatában kezdte, majd 2012-ben a holland Twente akadémiájánál folytatta.
2017-ben mutatkozott be a Twente első osztályban szereplő felnőtt csapatában. 2018-ban a másodosztályú Rodához igazolt. 2022. július 20-án egyéves szerződést kötött a lengyel első osztályban érdekelt Górnik Zabrze együttesével. Először a 2022. július 30-ai, Radomiak ellen 3–0-ra megnyert mérkőzésen lépett pályára. Első gólját 2022. szeptember 10-én, a Piast Gliwice ellen hazai pályán 3–3-as döntetlennel zárult találkozón szerezte meg. 2023. augusztus 23-án három évre szóló szerződést írt alá a skót Aberdeen csapatával. 2024. augusztus 23-án a dán Vejle egy szezonra szóló kölcsönszerződéssel szerződtette. 2025. július 31-én lejárt a szerződése a skót klubbal.
2025. augusztus 1-jén kétéves szerződést kötött a görög Panióniosz csapatával.

### A válogatottban
Jensen az U17-es, az U18-as, az U19-es és az U21-es korosztályú válogatottakban is képviselte Finnországot.
2022-ben debütált a felnőtt válogatottban. Először a 2022. június 7-ei, Montenegró ellen 2–0-ra megnyert Nemzetek Ligája mérkőzésen lépett pályára.

## Statisztikák
2025. május 18. szerint
| Klub          | Szezon   | Osztály          | Bajnokság | Bajnokság | Kupa  | Kupa | Ligakupa | Ligakupa | Nemzetközi | Nemzetközi | Összesen | Összesen |
| Klub          | Szezon   | Osztály          | Meccs     | Gól       | Meccs | Gól  | Meccs    | Gól      | Meccs      | Gól        | Meccs    | Gól      |
| ------------- | -------- | ---------------- | --------- | --------- | ----- | ---- | -------- | -------- | ---------- | ---------- | -------- | -------- |
| Jong Twente   | 2016–17  | Tweede Divisie   | 23        | 0         | 0     | 0    | —        | —        | —          | —          | 23       | 0        |
| Jong Twente   | 2017–18  | Derde Divisie    | 5         | 0         | 0     | 0    | —        | —        | —          | —          | 5        | 0        |
| Jong Twente   | Összesen | Összesen         | 28        | 0         | 0     | 0    | 0        | 0        | 0          | 0          | 28       | 0        |
| Twente        | 2017–18  | Eredivisie       | 10        | 0         | 2     | 0    | —        | —        | —          | —          | 12       | 0        |
| Twente        | Összesen | Összesen         | 10        | 0         | 2     | 0    | 0        | 0        | 0          | 0          | 12       | 0        |
| Roda          | 2018–19  | Eerste Divisie   | 19        | 1         | 3     | 0    | –        | –        | –          | –          | 22       | 1        |
| Roda          | 2019–20  | Eerste Divisie   | 8         | 2         | 0     | 0    | –        | –        | –          | –          | 8        | 2        |
| Roda          | 2020–21  | Eerste Divisie   | 23        | 2         | 2     | 0    | –        | –        | –          | –          | 25       | 2        |
| Roda          | 2021–22  | Eerste Divisie   | 32        | 2         | 2     | 0    | –        | –        | –          | –          | 34       | 2        |
| Roda          | Összesen | Összesen         | 82        | 7         | 7     | 0    | 0        | 0        | 0          | 0          | 89       | 7        |
| Górnik Zabrze | 2022–23  | Ekstraklasa      | 29        | 1         | 2     | 0    | –        | –        | –          | –          | 31       | 1        |
| Górnik Zabrze | 2023–24  | Ekstraklasa      | 5         | 0         | 0     | 0    | –        | –        | –          | –          | 5        | 0        |
| Górnik Zabrze | Összesen | Összesen         | 34        | 1         | 2     | 0    | 0        | 0        | 0          | 0          | 36       | 1        |
| Aberdeen      | 2023–24  | Skót Premiership | 28        | 0         | 3     | 0    | 1        | 0        | 7          | 0          | 39       | 0        |
| Aberdeen      | 2024–25  | Skót Premiership | 1         | 0         | 0     | 0    | 1        | 0        | –          | –          | 2        | 0        |
| Aberdeen      | Összesen | Összesen         | 29        | 0         | 3     | 0    | 2        | 0        | 7          | 0          | 41       | 0        |
| Vejle         | 2024–25  | Dán Szuperliga   | 11        | 1         | 1     | 0    | —        | —        | —          | —          | 12       | 1        |
| Vejle         | Összesen | Összesen         | 11        | 1         | 1     | 0    | 0        | 0        | 0          | 0          | 12       | 1        |
| Összesen      | Összesen | Összesen         | 194       | 9         | 15    | 0    | 2        | 0        | 7          | 0          | 219      | 9        |

### A válogatottban
| Válogatott | Év       | Pályára lépés | Gól |
| ---------- | -------- | ------------- | --- |
| Finnország | 2022     | 5             | 0   |
| Finnország | 2023     | 7             | 0   |
| Finnország | 2024     | 2             | 0   |
| Összesen   | Összesen | 14            | 0   |

## Sikerei, díjai
Aberdeen
- Skót Ligakupa
  - Döntős (1): 2023–24